# Grand Formosa
Le Grand Formosa (台中金典酒店) appelé aussi The splendor Hotel Taichung est un gratte-ciel de 130 mètres de hauteur construit  en 1998  à Taichung dans l'ile de Taïwan. Il abrite un hôtel de 222 chambres sur 32 étages .
L'immeuble a été conçu par l'agence d'architecture C.Y. Lee.